# Tính cách
Tính cách  là tính chất, đặc điểm về nội tâm của mỗi con người, mà có ảnh hưởng trực tiếp đến suy nghĩ, lời nói và hành động của người đó. Một người có thể có nhiều tính cách và nhiều người có thể có cùng một tính cách.
Tính cách khác với tính tình, tính khí hay cá tính. Tính cách là yếu tố quan trọng nhất của con người. Người ta thường đánh giá hành động, lời nói, và đôi khi là suy nghĩ của một người để suy ra tính cách người đó, và cuối cùng là kết luận về bản chất người đó.
Thường thì tính cách được chia làm hai loại: tính tốt và tính xấu. Tốt và xấu là theo quan niệm của đa số người dân. Tuy nhiên đối với những tính cách mà số người cho là xấu bằng số người cho là tốt hay không ai cho tốt xấu gì cả thì chúng ta nên xem xét lại trong từng trường hợp cụ thể hoặc gắn cho nó quan niệm trung lập.
Xem thêm Danh sách tính cách

## Tính tốt và tính trung

### Tính tốt
Người tốt thường có nhiều tính tốt và có đầy đủ các tính tốt chủ yếu. Tính tốt giúp cho những người xung quanh ta cảm thấy dễ chịu, hài lòng, nhiều khi mến phục và yêu quý ta. Những người có quá nhiều tính tốt thường dễ bị lợi dụng. Sau đây là một vài tính tốt quan trọng trong thời đại ngày nay:
- Khiêm tốn
- Vị tha, khoan dung
- Kiên nhẫn, chịu khó
- Hòa đồng, cởi mở, vui vẻ, hoạt bát
- Lễ phép, chừng mực, biết kính trên nhường dưới
- Biết nghĩ đến người khác và nhiệt tình giúp đỡ mọi người

### Tính trung
Tính vừa xấu vừa tốt
- Kiên định (hay bảo thủ), đôi lúc ta cần giữ vững lập trường, nhưng đôi lúc cũng phải biết thay đổi nếu thấy mình chưa đúng.
- Thẳng thắn: nhiều khi có những điều cần phải bộc trực mà nói, nhưng nhiều khi không thể thẳng mặt mà nhận xét được. Nên sự thẳng thắn nên kết hợp với khéo léo và tế nhị. Có những điều chúng ta cũng nên giữ riêng cho mình vì quá thẳng thắn sẽ làm đau lòng người khác.
- Hiền lành: trong những trường hợp bình thường thì đúng là nên nhu mì, hiền diệu, nhưng khi gặp kẻ dữ dằn, ghê gớm thì nên cứng rắn lên để tránh bị lợi dụng hay ăn hiếp.
- Trung lập. Ví dụ như trầm lặng, người mang tính này chả gây rắc rối gì, mà cũng chẳng bị ai gây rắc rối cho, không xấu mà cũng không tốt.

Xem thêm Danh sách tính trung lập và tính vừa xấu vừa tốt

## Tính xấu
Tính xấu là tính trái ngược với tính tốt. Có bao nhiêu tính tốt thì có bấy nhiêu tính xấu. Tính xấu thường gây ra những tai hại hay bực bội cho người khác nên bị ghét và lên án. Cũng có vài tính xấu không gây ảnh hưởng đến ai, nên không hoàn toàn bị chê trách. Mọi tính xấu trên đời này đều bắt nguồn từ sự ích kỉ... Sau đây là vài tính xấu thịnh hành ngày nay:
- Ích kỉ: đừng nhầm lẫn từ này với nghĩa keo kiệt, người ích kỉ chỉ muốn mọi thứ đều diễn ra có lợi cho mình và không quan tâm xem người khác có lợi hay hại. Tính xấu này là động cơ chủ yếu để phát triển những tính xấu khác. Ví dụ như những người hay giận dỗi hoặc giận dai, họ chỉ nghĩ là những người xung quanh đáng ghét và phải bị mình giận, trong khi không nghĩ rằng những người bị giận đang gặp phiền toái vì hành động ngu xuẩn đó.
- Khoe khoang, ba hoa: là người lúc nào cũng khoe khoang những thứ mình có được, thậm chí những thứ mình chưa có hoặc không hề có. Ví dụ: khoe mình từng là tỷ phú dù hiện tại rất nghèo. Hoặc như Giúp người thì tốt, nhưng giúp một mà đi khoe mười thì đúng là khoác lác. Những người này chỉ cố tạo cho mình một cái vỏ tốt bên ngoài để che đậy những cái xấu trong tâm.
- Dựng chuyện, đặt điều, bêu xấu người khác: những điều tốt đẹp trong mắt họ đều trở thành xấu xí. Họ dùng mọi cách để bêu xấu những người tốt xung quanh mình. Đơn giản họ chỉ muốn tự nâng mình lên vị trí cao nhất. Những người này thường không hạnh phúc với chính mình, thường xuất phát từ tính ích kỷ và tính đố kỵ.
- Vụ lợi, thích lợi dụng
- Gian trá, lừa lọc
- Nhẫn tâm, ác độc
- Vô duyên, lố bịch, nhảm nhí
- Đua đòi.
- Đố kị, ganh ghét
- Vô ơn: phủ nhận những điều mà người khác đã từng giúp mình bằng cách đi bêu xấu họ
- Lười biếng
- Hách dịch

Học tính tốt bỏ tính xấu, hai thứ sẽ bổ sung cho nhau vào tâm hồn con người, khiến nó thanh khiết, tươi đẹp và hoàn hảo hơn.
Xem thêm Danh sách tính xấu